# Pemagatshel
Pemagatshel (Dzongkha: པད་མ་དགའ་ཚལ་རྫོང་ཁག་; Wylie: Pad-ma Dgaa-tshal rdzong-khag; även Pemagatsel (Pema Gatshel)) är ett av Bhutans tjugo distrikt(dzongkha). Huvudstaden är Pemagatshel.
Distriktet har cirka 13 864 invånare på en yta av 518 km².

## Administrativ indelning
Distriktet är indelat i tio gewog:
- Chhimung Gewog
- Choekhorling Gewog
- Chongshing Borang Gewog
- Dechenling Gewog
- Khar Gewog
- Nanong Gewog
- Norbugang Gewog
- Shumar Gewog
- Yurung Gewog
- Zobel Gewog